# Фронтасьєв Володимир Павлович
Володимир Павлович Фронтасьєв (3 березня 1908, село Капустин Яр Астраханської губернії, тепер Астраханської області, Російська Федерація — 1969, місто Саратов, Російська Федерація) — радянський державний діяч, 1-й секретар Смоленського обласного комітету ВКП(б). Депутат Верховної Ради РРФСР 2-го скликання. Депутат Верховної Ради СРСР 3-го скликання. Кандидат хімічних наук.

## Життєпис
Рано залишився без батька, невдовзі після закінчення початкової школи через важке матеріальне становище родини був відданий матір'ю до дитячого будинку. У дитячому будинку здобув середню освіту та вступив до комсомолу.
У 1931 році закінчив економічний факультет Саратовського державного університету, в 1934 році — аспірантуру Саратовського державного університету, після чого працював викладачем цього ж університету.
Член ВКП(б) з 1937 року.
З лютого 1940 року — завідувач відділу пропаганди та агітації Саратовського обласного комітету ВКП(б). 21 червня 1941 року захистив кандидатську дисертацію. Під час Другої світової війни працював на партійних посадах у Саратові.
У 1944—1945 роках — секретар з пропаганди Смоленського обласного комітету ВКП(б).
У 1945 — грудні 1948 року — 2-й секретар Смоленського обласного комітету ВКП(б).
У грудні 1948 — травні 1951 року — 1-й секретар Смоленського обласного комітету ВКП(б). 7 травня 1951 року рішенням ЦК ВКП(б) «як такий, що не впорався зі своїми обов'язками», знятий з посади.
З 1951 року — старший науковий співробітник науково-дослідного інституту механічної фізики при Саратовському державному університеті. З 1950 до 1965 року завідував кафедрою неорганічної хімії Саратовського державного університету. Започаткував дослідження з фізико-хімічного аналізу подвійних рідких систем, впровадив методи прецизійної рефрактометрії та електропровідності.
Помер у 1969 році в місті Саратові.

## Нагороди
- медаль «За доблесну працю у Великій Вітчизняній війні 1941—1945 рр.»
- медалі